# Logic (rapper)
Logic, pseudonimo di Sir Robert Bryson Hall II (Gaithersburg, 22 gennaio 1990), è un rapper, produttore discografico e scrittore statunitense.
Precedentemente nominatosi Psychological, ispirato dal Wu-Tang Clan agli inizi del 2009, inizia la sua carriera musicale, pubblicando i suoi primi mixtape, Logic: The Mixtape e Young Broke & Infamous (2010). Firma con Visionary Music Group e successivamente rilascia tre ulteriori mixtape nel periodo di tre anni.
Il suo quarto mixtape, Young Sinatra: Welcome to Forever (2013), gli vale la firma con l'etichetta discografica Def Jam Recordings. Il suo primo album Under Pressure (2014) lo vede debuttare alla posizione numero quattro nella classifica Billboard 200, vendendo 171,000 copie guadagnandosi di conseguenza la certificazione di disco d'oro negli Stati Uniti secondo la RIAA. Il secondo album del rapper di Maryland, The Incredible True Story, rilasciato a Novembre del 2015, viene anch'esso certificato disco d'oro negli Stati Uniti e vende oltre 185,000 copie. Logic rilascia successivamente il suo quinto mixtape nel 2016, Bobby Tarantino.
Il terzo album in studio, intitolato Everybody (2017), debutta alla posizione numero uno nella classifica Billboard 200, viene certificato disco di platino e la canzone 1-800-273-8255 contenuta al suo interno arriva a posizionarsi terza nella classifica Billboard Hot 100. A marzo del 2018 pubblica il seguito del suo quinto mixtape, Bobby Tarantino II, il quale entra anch'esso all'interno della Billboard 200, venendo certificato disco d'oro dalla RIAA nel settembre dello stesso anno.

## Biografia
Sir Robert Bryson Hall II, nato il 22 gennaio 1990 a Gaithersburg, Maryland, è figlio di Robert Bryson Hall, di origini afro-americane, a differenza della madre, caucasica. Unico tra i fratelli a non essere nero, ebbe comunque non pochi problemi di razzismo, oltre quelli legati alla prostituzione della madre, e all'alcolismo e alla dipendenza da stupefacenti da parte del padre. "Non riesco neanche ad iniziare a spiegare la sensazione che mi tormenta vivendo a casa mia; urla costanti ed agghiaccianti, discussioni tra mia madre e gli altri uomini, e lei che praticava sesso a casa", disse in un'intervista. "Certe volte, era presente sangue per tutta la cucina e tutto il pavimento". Espulso da scuola all'età di 16 anni, fu cacciato da casa della madre l'anno successivo, che lo costrinse al trasferimento nella cantina di Big Lenbo, un amico di infanzia, dove i due iniziarono a scrivere e produrre la propria musica.

### Infanzia
Nato e cresciuto a Gaithersburg, Sir Robert Bryson Hall II ha vissuto nella Section 8 housing di Maryland. Nonostante gli aiuti dallo Stato, la sua famiglia finì sotto il mirino dei servizi sociali, legati al traffico di droga e alla malavita di cui facevano parte i suoi fratelli, la prostituzione delle sorelle, al possedimento di armi in casa, alla dipendenza del padre da cocaina, e madre da alcol. "I never had a Christmas, I never had a birthday". Logic fu ritirato da scuola dalla madre, poiché la dirigenza scolastica riteneva che lui avesse problemi mentali ed emotivi ereditati. Nonostante la ripresa degli studi negli anni successivi, all'età di 16 anni, fu espulso dal liceo per scarsi risultati e molte assenze. L'anno seguente, si trasferì in una stanza in affitto, si occupo' di due lavori diversi per mantenersi e nel tempo libero si dedicò alla musica, grazie anche all'aiuto del mentore Solomon Taylor, e degli amici 6ix e C Dot Castro, utilizzando lo scantinato di Big Lenbo.

## Carriera

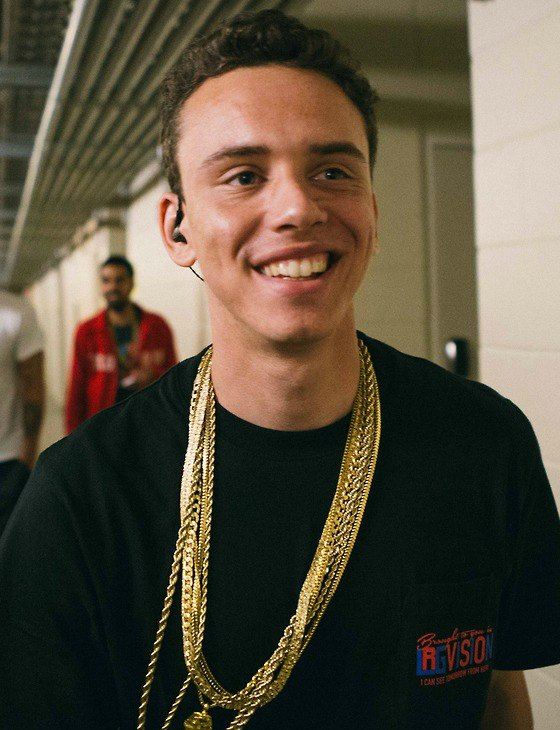
Logic a Orlando nel 2014

Dopo aver ascoltato la traccia comparsa nel film Kill Bill, prodotta da RZA dei Wu-Tang Clan, iniziò a prendere sul serio la strada musicale, traendo ispirazione da artisti come Raekwon, Ol' Dirty Bastard e successivamente Nas. Si dedicò al mondo della musica prendendo spunto soprattutto da Frank Sinatra, personaggio importante nella sua infanzia, trascorsa a guardare i film dell'attore con la madre. Dopo aver visto una foto dei Rat Pack, decise di introdurre nella sua musica e nel suo stile di vita il fascino di Sinatra. I primi anni Logic usò il nome d'arte, con cui pubblicò nel 2009 il mixtape Psychological: The Mixtape. L'anno successivo collaborò in tour con artisti come Tyler, the Creator e Big Sean, vendette il suo primo mixtape ufficiale Young Broke & Infamous, cambiando il nome d'arte nell'attuale Logic e venne selezionato per entrare nella lista XXL Freshman. Quest'ultimo mixtape portò l'artista a firmare per la Visionary Music Group e pubblicare altri 3 mixtape: Young Sinatra, Young Sinatra: Undeniable, e Young Sinatra: Welcome to Forever. Durante questo periodo, Logic collaborò con artisti come Kid Ink, Trinidad James e No I.D. Nel 2013, No I.D., aiutò Logic a firmare per la casa discografica Def Jam Recordings, con cui commercializzò il suo album di debutto il 21 ottobre 2014, con la partecipazione della Visionary Group Music e di 6ix, e C-sick, di nome Under Pressure. Nel frattempo, Logic cantò l'apertura dei tour di artisti come Krewella e Kid Cudi. Agli inizi del 2015, l'artista avviò il suo primo tour Under Pressure Tour, e il 13 novembre distribuì l'album The Incredible True Story.
Nel 2016 collabora con Lil Wayne, Wiz Khalifa, gli Imagine Dragons, Ty Dolla Sign e gli X Ambassadors nel brano Sucker for Pain incisa per il film Suicide Squad.
Il 29 marzo 2017 la casa discografica Visionary Music Group pubblica sul proprio canale YouTube il trailer del nuovo lavoro del rapper, intitolato Everybody.
Il giorno dopo, lo stesso Logic, fa uscire la prima traccia, intitolata come l'omonimo album, Everybody. Nello stesso anno pubblica il singolo Broken People in collaborazione con il cantautore britannico Rag'n'Bone Man ed estratto dalla colonna sonora del film Bright.
Nel 2018 pubblica sia il mixtape Bobby Tarantino II sia il suo quarto album in studio, YSIV, ultimo prodotto della serie Young Sinatra: entrambi i lavori hanno un buon successo commerciale.

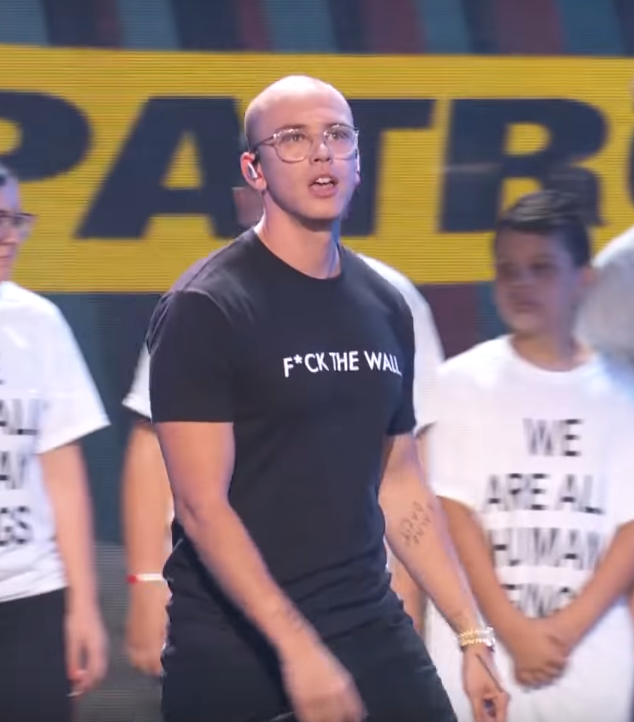
Logic si esibisce con la sua canzone 1-800-273-8255

Nel 2019 pubblica il romanzo Supermarket accompagnato da un album dallo stesso nome che svolge la funzione di colonna sonora. Pubblica anche i singoli Keanu Reeves, Confessions of a Dangerous Mind e Homicide (in collaborazione con Eminem) come anteprima del quinto album in studio Confessions of a Dangerous Mind.
Il 17 luglio 2020 annuncia il ritiro dalla scena musicale con l'uscita del suo ultimo album, No Pressure, l’album ottiene un gran successo commerciale e viene acclamato dalla critica.
Nella primavera 2021 rilascia delle tracce sotto il nome di MadGic dato dalla collaborazione tra lui e il produttore Madlib facendo sperare i fan in un suo ritorno visto anche un messaggio nascosto alla fine della canzone Raddest Dad, in cui parlava di questa possibilità con un messaggio in codice.
Nel giugno 2021 annuncia il suo ritorno e il rilascio del terzo e ultimo mixtape della saga, Bobby Tarantino III.
Nel novembre 2021 annuncia il suo album di ritorno dopo No Pressure, intitolato College Park e previsto per il 2022, l’ultimo sotto contratto con la Def Jam.
Nel gennaio 2022 annuncia un altro album, intitolato Vinyl Days, comunque specificando che College Park sarebbe stato rilasciato da indipendente una volta terminato il suo contratto con la Def Jam, insieme all’album MadGic in collaborazione con Madlib. College Park è stato ufficialmente il 24 febbraio 2023.
Il 9 agosto 2024, dopo una lunga attesa, pubblica il suo nono album in studio, Ultra 85. Contestualmente il 17 settembre, l'artista pubblica un romanzo di fantascienza avente lo stesso nome dell'album.

## Vita privata
Per approfondire correttamente la musica come occupazione a tempo pieno, Logic ha concluso una relazione di cinque anni nel 2009. Aveva poi dichiarato: "Puoi mettere tutto in una relazione, ma questo non significa che avrai intenzione di ottenere. Quando ho creato il mio primo mixtape, ho realizzato tutto quello che ho messo nella mia musica: "le ore, il tempo, il dolore, il sudore, il sangue, le lacrime". Ha poi commentato, dicendo: "Il fatto è che mi sento come tanti artisti, beh, non proprio artisti ma così tante persone pensano di poter fare rap e vogliono solo un accordo e lo sfarzo e il glamour e le donne, ma non lo fanno", "Capisco che tutto ciò che faccio e voglio fare è fare canzoni... Penso di aver sacrificato così tanto i miei rapporti, le mie amicizie e la mia famiglia, ho letteralmente sacrificato tutta la mia vita, e sono onesto".
Il 22 ottobre 2015, Logic ha sposato Jessica Andrea, una cantante e sua fidanzata da due anni. Il 20 marzo 2018, annunciò che dopo due anni di matrimonio, lui e Andrea si erano ufficialmente separati. Ha chiesto il divorzio il 19 aprile 2018.
Logic affermava che mentre cresceva era un crudista e disse: "Io non bevo, non fumo erba, ero solito fumare sigarette, ero un bel pettegolezzo quando ero più giovane, ma non lo facevo". Logic, tuttavia, ha avuto una seria dipendenza dalle sigarette, dedicando la canzone "Nikki" di Under Pressure per parlare dell'argomento. Parla di quando aveva 13 anni e quando ha rinunciato alla marijuana e all'alcool, non ha potuto raccogliere il coraggio di rinunciare alle sigarette fino al 2014. Tuttavia, si è impegnato a non fumare un'altra sigaretta dopo il rilascio di Under Pressure.
Logic ha un canale YouTube in cui pubblica video sui suoi videogiochi preferiti.

## Abilità artistica
Logic cita Frank Sinatra come sua principale fonte d'ispirazione. L'influenza di Sinatra può essere vista in vari aspetti del personaggio di Logic, con Logic che ha il "RattPack" (una commedia su "Rat Pack" di Sinatra e un acronimo di "Real All the Time"). Il gruppo inizialmente era composto dal manager di Logic, Christian Zarou, il produttore esecutivo 6ix, e dai rapper C Dot Castro e Big Lenbo. Descrive anche i suoi fan femminili come "BobbySoxers", oltre a riferirsi a se stesso come "Young Sinatra". Da bambino, sua madre gli fece vedere vecchi film in bianco e nero, che hanno formato il suo amore per il cantante. Logic cita Sinatra come uno strumento per essere in grado di portare e articolarsi come fa lui, con Logic che lo descrive come un individuo che "mostra pace, amore, grazia, positività, onore e valore".
Logic ha detto che varie forme di intrattenimento su molte piattaforme lo hanno influenzato, tra cui gli artisti A Tribe Called Quest, Big L, Mos Def, Outkast, Nas, Red Hot Chili Peppers, J.Cole, Drake, Kendrick Lamar, Eminem e i film di Quentin Tarantino. In un'intervista con XXL, Logic ha dichiarato: "Adoro tutti i sottogeneri dell'hip-hop e di tutti i generi musicali, e penso che sia quello che mi permette di fare musica."

## Discografia

### Album in studio
- 2014 – Under Pressure
- 2015 – The Incredible True Story
- 2017 – Everybody
- 2018 – YSIV
- 2019 – Confessions of a Dangerous Mind
- 2020 – No Pressure
- 2022 – Vinyl Days
- 2023 – College Park
- 2024 – Ultra 85

### Colonne sonore
- 2019 – Supermarket

### Compilation
- 2021 – YS Collection Vol. 1

### Mixtape
- 2010 – Young, Broke & Infamous
- 2011 – Young Sinatra
- 2012 – Young Sinatra: Undeniable
- 2013 – Young Sinatra: Welcome to Forever
- 2016 – Bobby Tarantino
- 2018 – Bobby Tarantino II
- 2021 – Planetory Destruction (come Doctor Destruction)
- 2021 – Bobby Tarantino III

### Singoli
- 2014 – Under Pressure
- 2014 – Buried Alive
- 2015 – Young Jesus (feat. Big Lenbo)
- 2015 – Like Woah
- 2015 – Fade Away
- 2016 – Flexicution
- 2016 – Wrist (feat. Pusha T)
- 2016 – Sucker for Pain (con Ty Dolla Sign, Lil Wayne, Wiz Khalifa feat. Imagine Dragons e X Ambassadors)
- 2017 – Everybody
- 2017 – Black Spiderman (feat. Damian Lemar Hudson)
- 2017 – 1-800-273-8255 (feat. Alessia Cara e Khalid)
- 2017 – Broken People (con Rag'n'Bone Man)
- 2018 – 44 More
- 2018 – Overnight
- 2018 – Everyday (con Marshmello)
- 2018 – One Day (con Ryan Tedder)
- 2018 – The Return
- 2018 – Everybody Dies
- 2019 – Keanu Reeves
- 2019 – Confession of a Dangerous Mind
- 2019 – Homicide (feat. Eminem)
- 2019 – OCD (feat. Dwn2earth)
- 2020 – Perfect
- 2021 – Intro
- 2021 – Vaccine
- 2021 – My Way
- 2021 – Call Me
- 2022 - Decades
- 2023 - Wake up
- 2023 - Highlife
- 2023 - Paradise II

## Riconoscimenti
- 2017 – MTV Video Music Awards
  - Miglior "Battaglia contro il sistema" per Black SpiderMan[26]
- 2017 – BMI R&B/Hip-Hop Awards
  - Canzone R&B/Hip-Hop più eseguita per Sucker for Pain[27]
- 2018 – Grammy Award
  - Candidatura alla Canzone dell'anno per 1-800-273-8255[28]
  - Candidatura al Miglior video musicale per 1-800-273-8255[28]
- 2018 – iHeartRadio Music Awards
  - Candidatura al Miglior artista pop emergente[29]
- 2018 – BMI Pop Awards
  - Canzone vincitrice 1-800-273-8255[30]